# Sinchon (metropolitana di Seul)
Sinchon (신촌역 - 新村驛, Sinchon-yeok ) è una stazione della metropolitana di Seul della linea 2 e si trova nel quartiere di Mapo-gu, a Seul. Vicino alla stazione si trova l'Università Yonsei, e di conseguenza un gran numero di ristoranti, bar, pub e locali notturni si distribuisce lungo la strada Sincheon-no.

## Linee
Seoul Metro
● Linea 2 (Codice: 240)

## Struttura
La stazione è sotterranea, e possiede due binari con due marciapiedi laterali protetti da porte di banchina. Sono presenti due aree tornelli, una per ciascuna direzione, e quindi è necessario decidere la direzione prima di inserire il biglietto nei tornelli. Essendo la linea 2 una linea circolare, i binari vengono designati come "circolare interna" e "circolare esterna".
| Circ. interna | ● Linea 2 | per Chungjeongno, Sicheong, Euljiro 3-ga e Dongdaemun History & Culture Park |
| Circ. esterna | ● Linea 2 | per Hongdae-ipgu, Dangsan, Yeongdeungpo-gucheong e Sindorim                  |

## Stazioni adiacenti
| «            | Servizio | »       |
| Linea 2      | Linea 2  | Linea 2 |
| ------------ | -------- | ------- |
| Hongdae-ipgu | -        | Idae    |